# Amblyopone celata
Amblyopone celata é uma espécie de formiga do gênero Amblyopone.